# Syllabus Errorum
El Syllabus Errorum o Síl·labus dels errors, o amb el títol complet Syllabus complectens praecipuos nostrae aetatis errores és una llista de 80 idees, conviccions polítiques i teories filosòfiques que el papa Pius IX va desaprovar vehementment com a heterodòxies incompatibles amb la doctrina catòlica. És una compilació dels seus escrits anteriors. Pius va publicar-lo el 8 de desembre de 1864 com a apèndix a l'encíclica Quanta Cura. El document és considerat com una de les causes majors de l'endarreriment del desenvolupament de la ciència moderna a estats dins dels quals l'Església catòlica tenia una influència important en la política educativa i científica, com Espanya, Irlanda o Itàlia.
Molt controvertit quan es va publicar, el Syllabus és avui totalment anacrònic i obsolet. El papa hi va condemnar idees «modernes» a les quals un segle més tard el Concili del Vaticà II (1962-1965) es va adherir, com ara la llibertat de pensament de mestres i escriptors catòlics, o la separació de l'església i l'estat.

## Context històric
S'ha de situar aquesta publicació en el context històric i polític de l'annexió dels Estats Pontificis a la Itàlia Unificada, considerada des del punt de vista papal com una conseqüència nefasta d'idees modernes com el liberalisme, el socialisme, el racionalisme, el relativisme o la separació de l'Església i l'Estat. Les noves ciències com l'antropologia, l'arqueologia i la geologia feren trontollar els dogmes immutables, i van causar desassosec dins l'església. Aleshores el prelat Raffaele Fornari va encarregar el 1852 a un laic i liberal convertit al catolicisme, Juan Donoso Cortés, de redactar una llista d'«idees falses». Aquesta llista va inspirar Philippe Gerbet, bisbe de Perpinyà, per redactar una Instrucció Pastoral en el mateix sentit que va ser aprovat per una assemblea de bisbes a Roma el 1862. A més de determinats corrents polítics, també condemna les societats secretes, les idees sobre l'autonomia de la societat civil, l'equivalència de les religions, el matrimoni civil, i moltes altres.
La conclusió final és el refús total de la idea que el papa s'hauria de reconciliar i transigir amb el progrés, el liberalisme i la civilització moderna (del 1864). Aquesta vuitantena i darrera posició va ser la que va causar més controvèrsia. El Síl·labus va esdevenir el punt de referència permanent dels moviments eclesials conservadors. Una lluita contra el relativisme del liberalisme que va començar amb la llista d'errors va desembocar en una reacció més absolutista amb la declaració de la infal·libilitat pontifical el 1870.
François Mercurelli, secretari pontifici «per a les breus als prínceps» en nom del papa va escriure el 1877 a un marista francès per gratular-lo pel seu llibre que vulgaritzava les idees del Syllabus: «[…] La unitat catòlica no podrà pas perdurar, si no tots els feligresos pensen el mateix, diuen el mateix […]  tots, dòcils i sotmesos al mateix magisteri infal·lible s'han d'allunyar dels errors oposats a la doctrina sana.» Va esdevenir l'arma de l'ultramuntanisme més extrem. Lleó XIII, el successor de Pius IX, en qui molts catòlics havien esperat trobar un papa més obert, va decebre quan sovint es va referir elogiosament al document. Pius IX, segons Josep Valls i Grau, «aplegava al seu entorn els catòlics, però d’alguna forma els aïllava de la resta dels contemporanis».

## Impacte
La mateixa encíclica, escrita en l'argot típic dels teòlegs només era accessible als exegetes no va tenir gaire ressò fora del cercle d'especialistes, el Síl·labus ans al contrari en paraules clares i concises, molt inusual al Vaticà, va tenir un impacte enorme a tota la societat civil, siguin adversaris o adherents de la causa romana. Així fent, la cúria i el papa, que havien volgut aturar definitivament una evolució societal, la van polaritzar i en molts països dificultar per decennis qualsevol compromis entre conservadors i liberals. A Catalunya, va comportar un greu problema per als catòlics liberals: presos del dil·lema entre el seu refus de l'absolutisme i la seva fe i leialtat al papa. Aviat, el Síl·labus va esdevenir, segons el camp, una bandera o un símbol d'infàmia: no hi quedava cap camí mitjà. Per la seva intransigència va fomentar un anticlericalisme polític igualment intransigent prop de gent que abans aspiraven una coexistència pacífica.
Per la devoció d'Isabel II per Pius IX, el Síl·labus va tenir un gran impacte a Espanya i «esverar tots els ciutadans que maldaven per modernitzar la societat» i va esdevenir el punt de referència permanent dels moviments eclesials conservadors. El 1868, després de La Gloriosa i la destitució d'Isabel II, la redacció del Faro Bisbalense, un setmanari que havia patit molt de la censura, va publicar una tirallonga contra el règim caigut: «Aquella España fanática y supersticiosa, ignorante y embrutecida; […] empobrecida por el clero y enervada por la teocracia; […] por leyes, las del embudo; por prensa, el lápiz rojo; […] por credo político, el Syllabus.» Va ser un fre considerable al desenvolupament de la ciència a la península Ibèrica. Nicolás Salmeron va gemegar el 1876: «Davant les declaracions i anatemes del Syllabus i del concili vaticà, qui pot sostenir la conciliació del catolicisme i la ciència?» Després de la Guerra Civil, el Concordat del 1953 que el general insurrecte Francisco Franco va concloure amb la Santa Seu es va redactar completament segons aquestes línies i fonamentar l'estat nacionalcatòlic, a l'excepció del fet que Franco va obtenir el dret de nomenar els bisbes a l'estat concordatari, error número 51 del Síl·labus.
A França i a Bèlgica la publicació va suscitar discussions inflamades. A l'inici del gener de 1865 els governs francès i italià van prohibir-ne la lectura pública. Félix Dupanloup, bisbe d'Orleans va proposar una interpretació moderada del text controvertit, però la constitució apostòlica De fide catholica i el Concili Vaticà I (1870) van confirmar quasi tot el síl·labus. Tot i això, l'impacte al món acadèmic i científic a França i Bèlgica, països de tradició catòlica però amb constitució laïcista, va ser menys important que a països amb el catolicisme com a religió d'estat. A Espanya, el prevere sabadellenc Fèlix Sardà i Salvan (1841-1916) va ser un gran defensor del Syllabus. Va lluitar contra la «descristianització» dels obrers i va llançar campanyes contra el liberalisme, amb la Revista Popular com a eina principal. Va tenir molt de ressò a tot el país.
Al món protestant, les reaccions eren unànimement negatives. El 1874 el polític Britànic William Ewart Gladstone publicà un libel en el qual criticava el document: «Ningú pot esdevenir un convertit (de Roma) sense abandonar la seva llibertat moral i mental en posar la seva lleialtat i el seu deure de ciutadà a la mercè d'un altre.»

## Resum delSíl·labus
Les condemnes són subdividides en deu categories
1. Panteisme, naturalisme i racionalisme absolut
2. Racionalisme moderat
3. Indiferentisme i latitudinarianisme
Aquest paràgraf desaprova les idees de llibertat de religió, la idea que tothom que viu honestament segons la seva convicció podria obtenir la salvació eterna i que el protestantisme només seria una variant del cristianisme.
4. Socialisme, comunisme, societats secretes, societats bíbliques, societats clerico-liberals
El text diu literalment «Tals pestilències han estat desabonades moltes vegades i amb la màxima reprovació»
5. Errors sobre l'Església i els seus drets
Defensa el dret de l'Església «l'única religió vera» d'utilitzar la força i el poder judicial i militar per a imposar la seva veritat. Refusa la idea que el clergat és sotmés al dret civil i penal com tots els altres ciutadans. També refusa l'abolició dels privilegis del clerge com per exemple l'exempció del servei militar o obligació dels tribunals de concertar amb la Santa Seu quan un clergue és implicat en un procediment civil o penal.
6 Errors sobre la societat civil com tant o en les seves relacions amb l'Església
En aquest capítol, Pius IX vitupera vehementment les idees de Separació de l'Església i l'Estat, el principi de la primacia de la llei civil així com les inferències dels poder públic civil en la designació de bisbes. Reprova el principi de l'escola pública laïcista oberta a tots i defèn el «dret natural» de l'Església de controlar totalment l'ensenyament. Refusa la llibertat acadèmica de la ciència i el principi epistemològic d'explicar les fenòmens per l'observació, la lògica i l'experiència que no admet qualsevol impacte directe de forces transcendents en la creació. També recusa la idea que la desobediència als sobirans o la rebel·lió podrien ser legítimes en certes circumstàncies.
7. Errors sobre la moral natural i cristiana
8. Errors sobre el matrimoni
S'oposa contra el matrimoni i el divorci civils o contra l'abolició del dret i del monopoli de l'Església de concloure matrimonis.
9. Errors sobre el poder temporal del papa
Refusa tota crítica al poder polític i les possessions materials del papat, que són considerats com el seu dret inalienable.
10. Errors sobre el liberalisme
Defensa el principi de la religió d'estat, la legitimitat d'un estat d'excloure altres cultes i el dret dels estats catòlics de prohibir als estrangers d'exercir públicament el seu culte. Considera com «sense qualsevol dubte falses» les idees de llibertat de culte i la llibertat d'expressió.